# Grande sinagoga di Algeri
La Grande sinagoga di Algeri (in arabo كنيس الجزائر الكبير‎?) è stata una sinagoga di Algeri, in Algeria. Inaugurata nel 1865, fu per quasi un secolo una delle principali sinagoghe di Algeri. Nel 1962, in seguito all'indipendenza dell'Algeria e all'esodo della comunità ebraica, la sinagoga venne trasformata in moschea.